# Кусекеєво (Бірський район)
Кусеке́єво (рос. Кусекеево, башк. Күсәкәй) — село у складі Бірського району Башкортостану, Росія. Адміністративний центр Кусекеєвської сільської ради.
Населення — 504 особи (2010; 495 у 2002).
Національний склад:
- росіяни — 78 %